# Arne Friedrich
Arne Friedrich (Bad Oeynhausen, 29 maggio 1979) è un dirigente sportivo ed ex calciatore tedesco, di ruolo difensore, direttore sportivo dell'Hertha Berlino.

## Biografia
Dopo aver terminato la Realschule (gli studi intermedi nel sistema scolastico tedesco), nel 1995 si iscrive alla Berufsfachschule (scuola per la formazione professionale), studiando nel campo dell'economia e della gestione aziendale, per intraprendere una futura carriera commerciale. Dal 1997 compie uno stage lavorativo presso una ditta produttrice di cucine della città di Löhne, per impratichirsi nel mestiere di commerciale. Nel 1999 conclude gli studi con la maturità professionale. Nel 2000 presta servizio civile presso un centro cardiologico e diabetologico della sua città natale, Bad Oeynhausen..
Insieme al cuoco Ralf Zacherl ha dato alle stampe nel febbraio 2006 anche un libro di cucina: Foodball. Kochen wie die Weltmeister. È legato sentimentalmente a Linn Rödenbeck dal 2001.
Friedrich è tuttora impegnato nel sociale; insieme al conduttore Marco Schreyl ed al campione del mondo di pallamano Dominik Klein si batte per la ricerca sulla fibrosi cistica. Per il suo impegno in questo campo è stato insignito del premio Schutzengel 2006.
Nell'aprile 2009 è stato vittima di un ricatto da parte di un ex calciatore delle giovanili dell'Hertha, che pretendeva 5 000 euro per la restituzione di un orologio rubato. Il ricattatore e la compagna sono stati arrestati.

## Caratteristiche tecniche
Gioca prevalentemente nel ruolo di difensore centrale.

## Carriera

### Club

#### Arminia Bielefeld
Gioca nel settore giovanile di FC Bad Oeynhausen, TuS Lohe, SC Herford, FC Gütersloh, SC Verl. Fu scoperto nel 2000 dall'allora tecnico dell'Arminia Bielefeld Hermann Gerland quando militava nel Verl. Dalla Regionalliga passa quindi al professionismo, firmando un contratto con l'Arminia, che allora milita in Zweite Liga.
Debutta in campionato già alla prima giornata. L'allenatore lo schiera nell'undici titolare contro il Osnabrück. Per merito delle sue convincenti prestazioni, diventa subito titolare fisso. Disputa due stagioni a Bielefeld in Zweite Liga, collezionando 47 presenze ed un gol, realizzato nella prima stagione contro il Borussia Mönchengladbach e decisivo per la vittoria. Al termine della seconda stagione, l'Arminia centra la promozione in Bundesliga.

#### Hertha Berlino
Nell'estate 2002 accetta l'offerta dell'Hertha Berlino, club di massima serie.

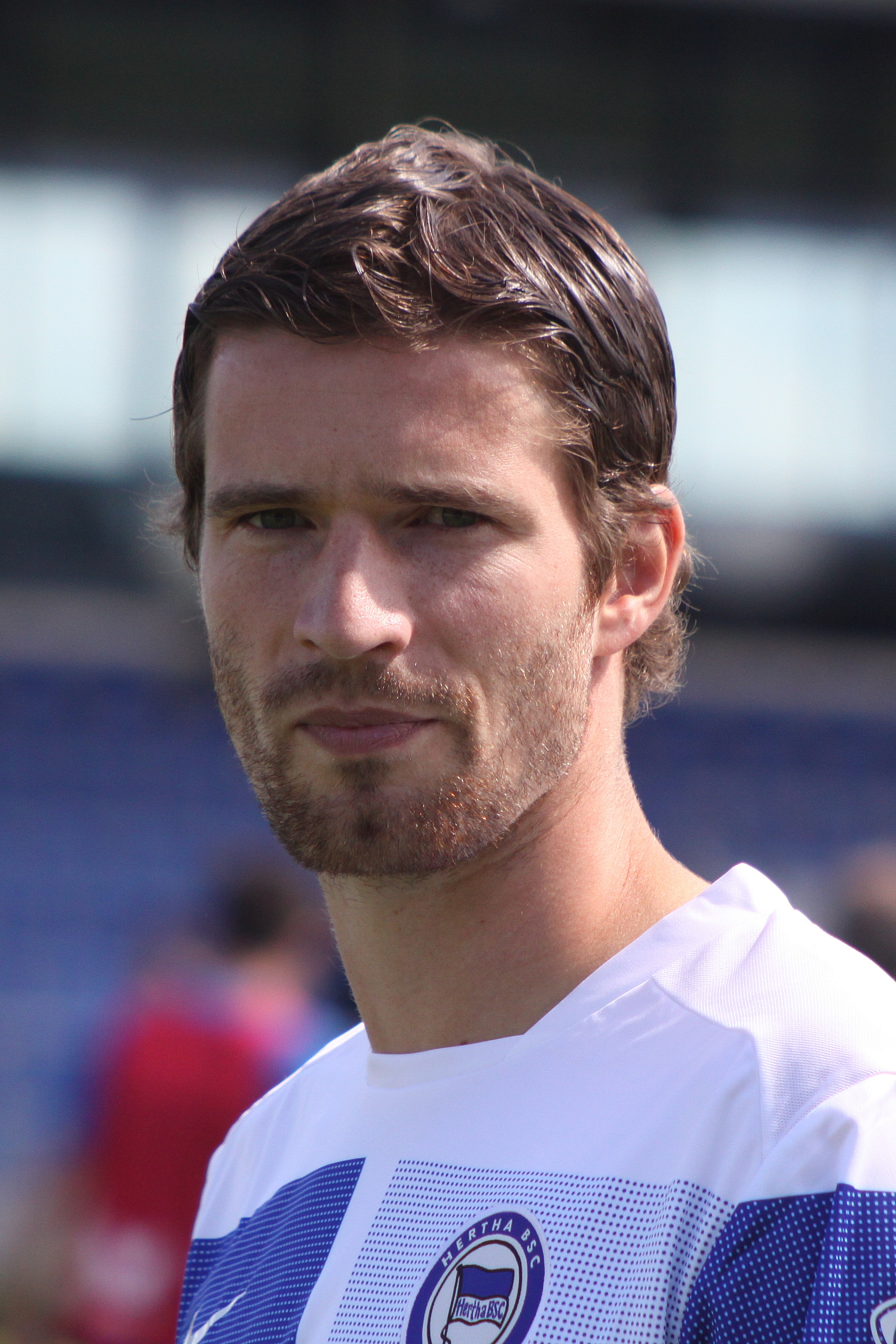
Friedrich con la maglia dell'Hertha Berlino

Prima ancora di debuttare in massima serie, contribuisce, giocando sempre titolare, alla vittoria del club della capitale nella Coppa di Lega tedesca, conquistata battendo Bayern Monaco, Borussia Dortmund e Schalke 04. L'esordio in Bundesliga avviene il 9 agosto 2002 al Westfalenstadion contro il Borussia Dortmund, nella prima gara di campionato. La settimana dopo mette a segno il primo gol in massima serie, in casa contro lo Stoccarda.
Nella squadra della capitale diventa ben presto titolare della difesa e ne veste, dal 2004, anche la fascia da capitano.
Il contratto con l'Hertha Berlino era in scadenza nel mese di giugno 2012.

#### Wolfsburg
Il 2 luglio 2010 Friedrich è stato acquistato dal Wolfsburg a titolo definitivo per 1,7 milioni di euro. Il giocatore ha firmato un contratto che lo lega alla società fino al giugno 2013.

#### Chicago Fire
Il 19 settembre 2011 rescinde il contratto che lo legava al Wolfsburg rimanendo svincolato fino all'8 marzo quando firma per gli americani del Chicago Fire. Gioca la prima stagione molto bene ed è autore di grandi prestazioni tanto che a fine stagione viene nominato "MLS Defender of the year". Segna anche una rete con un colpo di testa contro il Philadelphia Union, portando il Chicago in vantaggio 2-1. Con Austin Barry crea un duetto difensivo molto forte che ha permesso alla squadra dell'Illinois di proseguire il campionato fino ai play-offs. Dopo aver rinnovato il contratto per la nuova stagione MLS 2014, si infortuna al tendine non riuscendo a scendere in campo. Dopo alcune operazioni decide di ritirarsi dal calcio, le sue ultime apparizioni infatti erano quelle della pre-season.

### Nazionale
Colleziona 5 presenze nella Nazionale di calcio della Germania Under-21.

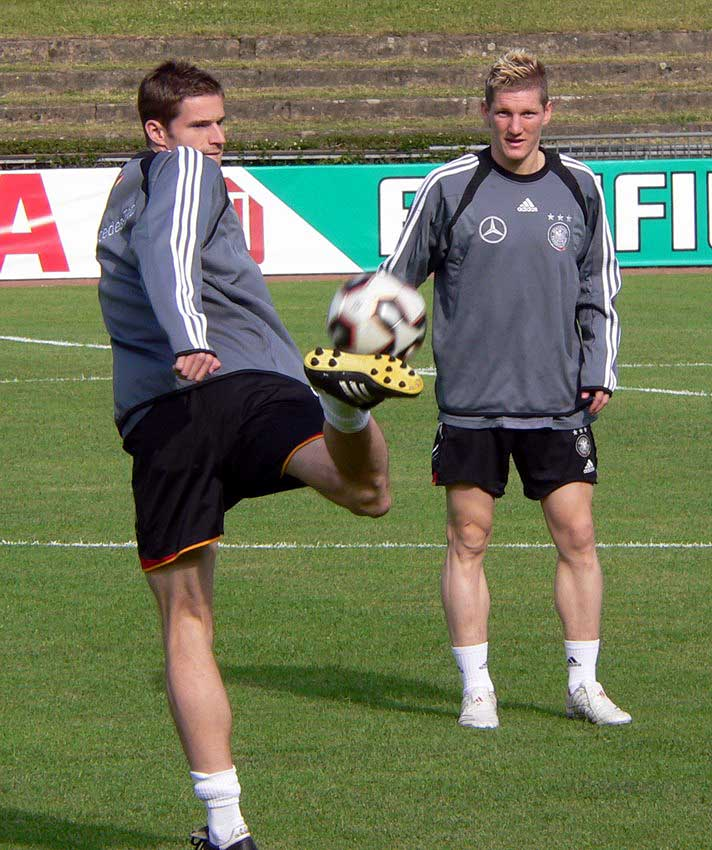
Friedrich e Schweinsteiger durante un allenamento

Debutta nella nazionale maggiore il 21 agosto 2002, poco dopo il suo trasferimento all'Hertha Berlino, in un'amichevole contro la Bulgaria.
La prima importante manifestazione alla quale prende parte è il Campionato europeo di calcio 2004 in Portogallo, durante il quale disputa da titolare le tre gare del primo turno, al termine del quale la nazionale tedesca è stata prematuramente estromessa.
Il 21 dicembre 2004 indossa per la prima volta la fascia da capitano, nella gara di Bangkok contro la Thailandia.
Nel 2005 partecipa alla seconda grande manifestazione, la Confederations Cup, organizzata in casa in vista del mondiale di calcio dell'anno seguente. Nella competizione viene impiegato alternativamente ad Andreas Hinkel sulla fascia destra di difesa. La Germania raggiunge il terzo posto finale sconfiggendo nella "finalina" il Messico.
Nel 2006, Friedrich fa parte dei 23 che compongono la selezione tedesca nel mondiale casalingo. Gioca da titolare in tutte le gare della Germania, tranne nella finale per il terzo posto contro il Portogallo, alla quale non partecipa causa infortunio. I tedeschi vinceranno la partita concludendo, come un anno prima, al terzo posto.
Nell'Europeo di Austria-Svizzera 2008 figura nuovamente tra i 23 convocati tedeschi. Rispetto al mondiali di 2 anni prima, parte da riserva; il primo incontro da lui disputato è la terza gara della prima fase, contro l'Austria, dove viene schierato nell'undici di partenza. Disputerà tutti i seguenti incontri di Euro 2008 e sarà tra i titolari anche nella finale del 29 giugno 2008, dove i tedeschi verranno sconfitti dalla Spagna.
Friedrich detiene il primato del maggior numero di partite giocate con la Nazionale maggiore senza realizzare alcun gol. La sua prima rete in nazionale l'ha segnata il 3 luglio 2010 nei quarti di finale del Mondiale 2010 contro l'Argentina (4-0).

## Statistiche

### Club
| Stagione       | Squadra           | Campionato     | Campionato | Campionato | Coppe nazionali | Coppe nazionali | Coppe nazionali | Coppe continentali | Coppe continentali | Coppe continentali | Altre coppe | Altre coppe | Altre coppe | Totale | Totale |
| Stagione       | Squadra           | Comp           | Pres       | Reti       | Comp            | Pres            | Reti            | Comp               | Pres               | Reti               | Comp        | Pres        | Reti        | Pres   | Reti   |
| -------------- | ----------------- | -------------- | ---------- | ---------- | --------------- | --------------- | --------------- | ------------------ | ------------------ | ------------------ | ----------- | ----------- | ----------- | ------ | ------ |
| 2000-2001      | Arminia Bielefeld | 2L             | 25         | 1          | CG              | 2               | 0               | -                  | -                  | -                  | -           | -           | -           | 27     | 1      |
| 2001-2002      | Arminia Bielefeld | 2L             | 22         | 0          | CG              | 2               | 0               | -                  | -                  | -                  | -           | -           | -           | 24     | 0      |
| Totale Arminia | Totale Arminia    | Totale Arminia | 47         | 1          |                 | 4               | 0               |                    |                    |                    |             |             |             | 51     | 1      |
| 2002-2003      | Hertha Berlino    | BL             | 33         | 5          | CG+CdL          | 1+3             | 0+0             | CU                 | 8                  | 0                  | -           | -           | -           | 45     | 5      |
| 2003-2004      | Hertha Berlino    | BL             | 30         | 2          | CG              | 3               | 1               | CU                 | 2                  | 0                  | -           | -           | -           | 35     | 3      |
| 2004-2005      | Hertha Berlino    | BL             | 25         | 3          | -               | -               | -               | -                  | -                  | -                  | -           | -           | -           | 25     | 3      |
| 2005-2006      | Hertha Berlino    | BL             | 31         | 1          | CG+CdL          | 3+1             | 1+0             | CU                 | 8                  | 0                  | -           | -           | -           | 43     | 2      |
| 2006-2007      | Hertha Berlino    | BL             | 26         | 2          | CG              | 4               | 0               | CU                 | 4                  | 0                  | -           | -           | -           | 34     | 2      |
| 2007-2008      | Hertha Berlino    | BL             | 30         | 0          | CG              | 2               | 0               | -                  | -                  | -                  | -           | -           | -           | 32     | 0      |
| 2008-2009      | Hertha Berlino    | BL             | 25         | 0          | CG              | 1               | 0               | CU                 | 8                  | 0                  | -           | -           | -           | 34     | 0      |
| 2009-2010      | Hertha Berlino    | BL             | 31         | 1          | CG              | 2               | 0               | EL                 | 7                  | 0                  | -           | -           | -           | 40     | 1      |
| Totale Hertha  | Totale Hertha     | Totale Hertha  | 231        | 14         |                 | 20              | 2               |                    | 37                 | 0                  |             | -           | -           | 288    | 16     |
| 2010-2011      | Wolfsburg         | BL             | 15         | 0          | CG              | 2               | 0               | -                  | -                  | -                  | -           | -           | -           | 17     | 0      |
| 2012           | Chicago Fire      | MLS            | 23+1       | 1+0        | USC             | 0               | 0               | -                  | -                  | -                  | -           | -           | -           | 24     | 1      |
| Totale         | Totale            | Totale         | 317        | 16         |                 | 26              | 2               |                    | 37                 | 0                  |             | -           | -           | 380    | 18     |

### Cronologia presenze e reti in Nazionale
| Cronologia completa delle presenze e delle reti in nazionale ― Germania | Cronologia completa delle presenze e delle reti in nazionale ― Germania | Cronologia completa delle presenze e delle reti in nazionale ― Germania | Cronologia completa delle presenze e delle reti in nazionale ― Germania | Cronologia completa delle presenze e delle reti in nazionale ― Germania | Cronologia completa delle presenze e delle reti in nazionale ― Germania | Cronologia completa delle presenze e delle reti in nazionale ― Germania | Cronologia completa delle presenze e delle reti in nazionale ― Germania |
| Data                                                                    | Città                                                                   | In casa                                                                 | Risultato                                                               | Ospiti                                                                  | Competizione                                                            | Reti                                                                    | Note                                                                    |
| ----------------------------------------------------------------------- | ----------------------------------------------------------------------- | ----------------------------------------------------------------------- | ----------------------------------------------------------------------- | ----------------------------------------------------------------------- | ----------------------------------------------------------------------- | ----------------------------------------------------------------------- | ----------------------------------------------------------------------- |
| 21-8-2002                                                               | Sofia                                                                   | Bulgaria                                                                | 2 – 2                                                                   | Germania                                                                | Amichevole                                                              | -                                                                       |                                                                         |
| 11-10-2002                                                              | Sarajevo                                                                | Bosnia ed Erzegovina                                                    | 1 – 1                                                                   | Germania                                                                | Amichevole                                                              | -                                                                       |                                                                         |
| 16-10-2002                                                              | Hannover                                                                | Germania                                                                | 2 – 1                                                                   | Fær Øer                                                                 | Qual. Euro 2004                                                         | -                                                                       |                                                                         |
| 20-11-2002                                                              | Gelsenkirchen                                                           | Germania                                                                | 1 – 3                                                                   | Paesi Bassi                                                             | Amichevole                                                              | -                                                                       |                                                                         |
| 12-2-2003                                                               | Palma de Mallorca                                                       | Spagna                                                                  | 3 – 1                                                                   | Germania                                                                | Amichevole                                                              | -                                                                       |                                                                         |
| 29-3-2003                                                               | Norimberga                                                              | Germania                                                                | 1 – 1                                                                   | Lituania                                                                | Qual. Euro 2004                                                         | -                                                                       |                                                                         |
| 30-4-2003                                                               | Brema                                                                   | Germania                                                                | 1 – 0                                                                   | Serbia e Montenegro                                                     | Amichevole                                                              | -                                                                       |                                                                         |
| 1-6-2003                                                                | Wolfsburg                                                               | Germania                                                                | 4 – 1                                                                   | Canada                                                                  | Amichevole                                                              | -                                                                       |                                                                         |
| 7-6-2003                                                                | Glasgow                                                                 | Scozia                                                                  | 1 – 1                                                                   | Germania                                                                | Qual. Euro 2004                                                         | -                                                                       |                                                                         |
| 11-6-2003                                                               | Tórshavn                                                                | Fær Øer                                                                 | 0 – 2                                                                   | Germania                                                                | Qual. Euro 2004                                                         | -                                                                       |                                                                         |
| 6-9-2003                                                                | Reykjavík                                                               | Islanda                                                                 | 0 – 0                                                                   | Germania                                                                | Qual. Euro 2004                                                         | -                                                                       |                                                                         |
| 10-9-2003                                                               | Dortmund                                                                | Germania                                                                | 2 – 1                                                                   | Scozia                                                                  | Qual. Euro 2004                                                         | -                                                                       |                                                                         |
| 11-10-2003                                                              | Amburgo                                                                 | Germania                                                                | 3 – 0                                                                   | Islanda                                                                 | Qual. Euro 2004                                                         | -                                                                       |                                                                         |
| 15-10-2003                                                              | Gelsenkirchen                                                           | Germania                                                                | 0 – 3                                                                   | Francia                                                                 | Amichevole                                                              | -                                                                       |                                                                         |
| 18-2-2004                                                               | Spalato                                                                 | Croazia                                                                 | 1 – 2                                                                   | Germania                                                                | Amichevole                                                              | -                                                                       |                                                                         |
| 31-3-2004                                                               | Colonia                                                                 | Germania                                                                | 3 – 0                                                                   | Belgio                                                                  | Amichevole                                                              | -                                                                       |                                                                         |
| 28-4-2004                                                               | Bucarest                                                                | Romania                                                                 | 5 – 1                                                                   | Germania                                                                | Amichevole                                                              | -                                                                       |                                                                         |
| 27-5-2004                                                               | Friburgo                                                                | Germania                                                                | 7 – 0                                                                   | Malta                                                                   | Amichevole                                                              | -                                                                       |                                                                         |
| 2-6-2004                                                                | Basilea                                                                 | Svizzera                                                                | 0 – 2                                                                   | Germania                                                                | Amichevole                                                              | -                                                                       |                                                                         |
| 15-6-2004                                                               | Porto                                                                   | Germania                                                                | 1 – 1                                                                   | Paesi Bassi                                                             | Euro 2004 - 1º turno                                                    | -                                                                       |                                                                         |
| 19-6-2004                                                               | Porto                                                                   | Lettonia                                                                | 0 – 0                                                                   | Germania                                                                | Euro 2004 - 1º turno                                                    | -                                                                       |                                                                         |
| 23-6-2004                                                               | Lisbona                                                                 | Germania                                                                | 1 – 2                                                                   | Rep. Ceca                                                               | Euro 2004 - 1º turno                                                    | -                                                                       |                                                                         |
| 19-12-2004                                                              | Pusan                                                                   | Corea del Sud                                                           | 3 – 1                                                                   | Germania                                                                | Amichevole                                                              | -                                                                       |                                                                         |
| 21-12-2004                                                              | Bangkok                                                                 | Thailandia                                                              | 1 – 5                                                                   | Germania                                                                | Amichevole                                                              | -                                                                       | cap.                                                                    |
| 26-3-2005                                                               | Celje                                                                   | Slovenia                                                                | 0 – 1                                                                   | Germania                                                                | Amichevole                                                              | -                                                                       |                                                                         |
| 8-6-2005                                                                | Mönchengladbach                                                         | Germania                                                                | 2 – 2                                                                   | Russia                                                                  | Amichevole                                                              | -                                                                       |                                                                         |
| 15-6-2005                                                               | Francoforte sul Meno                                                    | Germania                                                                | 4 – 3                                                                   | Australia                                                               | Conf. Cup 2005 - 1º turno                                               | -                                                                       |                                                                         |
| 18-6-2005                                                               | Colonia                                                                 | Tunisia                                                                 | 0 – 3                                                                   | Germania                                                                | Conf. Cup 2005 - 1º turno                                               | -                                                                       |                                                                         |
| 25-6-2005                                                               | Norimberga                                                              | Germania                                                                | 2 – 3                                                                   | Brasile                                                                 | Conf. Cup 2005 - 1º turno                                               | -                                                                       |                                                                         |
| 17-8-2005                                                               | Rotterdam                                                               | Paesi Bassi                                                             | 2 – 2                                                                   | Germania                                                                | Amichevole                                                              | -                                                                       |                                                                         |
| 12-10-2005                                                              | Amburgo                                                                 | Germania                                                                | 1 – 0                                                                   | Cina                                                                    | Amichevole                                                              | -                                                                       |                                                                         |
| 12-11-2005                                                              | Saint-Denis                                                             | Francia                                                                 | 0 – 0                                                                   | Germania                                                                | Amichevole                                                              | -                                                                       |                                                                         |
| 1-3-2006                                                                | Firenze                                                                 | Italia                                                                  | 4 – 1                                                                   | Germania                                                                | Amichevole                                                              | -                                                                       |                                                                         |
| 22-3-2006                                                               | Dortmund                                                                | Germania                                                                | 4 – 1                                                                   | Stati Uniti                                                             | Amichevole                                                              | -                                                                       |                                                                         |
| 27-5-2006                                                               | Friburgo                                                                | Germania                                                                | 7 – 0                                                                   | Lussemburgo                                                             | Amichevole                                                              | -                                                                       |                                                                         |
| 2-6-2006                                                                | Mönchengladbach                                                         | Germania                                                                | 3 – 0                                                                   | Colombia                                                                | Amichevole                                                              | -                                                                       |                                                                         |
| 9-6-2006                                                                | Monaco di Baviera                                                       | Germania                                                                | 4 – 2                                                                   | Costa Rica                                                              | Mondiali 2006 - 1º turno                                                | -                                                                       |                                                                         |
| 14-6-2006                                                               | Dortmund                                                                | Germania                                                                | 1 – 0                                                                   | Polonia                                                                 | Mondiali 2006 - 1º turno                                                | -                                                                       |                                                                         |
| 20-6-2006                                                               | Berlino                                                                 | Ecuador                                                                 | 0 – 3                                                                   | Germania                                                                | Mondiali 2006 - 1º turno                                                | -                                                                       |                                                                         |
| 24-6-2006                                                               | Monaco di Baviera                                                       | Germania                                                                | 2 – 0                                                                   | Svezia                                                                  | Mondiali 2006 - Ottavi di finale                                        | -                                                                       |                                                                         |
| 30-6-2006                                                               | Berlino                                                                 | Germania                                                                | 1 – 1 dts (5 – 3 dtr)                                                   | Argentina                                                               | Mondiali 2006 - Quarti di finale                                        | -                                                                       |                                                                         |
| 4-7-2006                                                                | Dortmund                                                                | Germania                                                                | 0 – 2 dts                                                               | Italia                                                                  | Mondiali 2006 - Semifinale                                              | -                                                                       |                                                                         |
| 16-8-2006                                                               | Gelsenkirchen                                                           | Germania                                                                | 3 – 0                                                                   | Svezia                                                                  | Amichevole                                                              | -                                                                       |                                                                         |
| 2-9-2006                                                                | Stoccarda                                                               | Germania                                                                | 1 – 0                                                                   | Irlanda                                                                 | Qual. Euro 2008                                                         | -                                                                       |                                                                         |
| 6-9-2006                                                                | Serravalle                                                              | San Marino                                                              | 0 – 13                                                                  | Germania                                                                | Qual. Euro 2008                                                         | -                                                                       |                                                                         |
| 7-10-2006                                                               | Rostock                                                                 | Germania                                                                | 2 – 0                                                                   | Georgia                                                                 | Amichevole                                                              | -                                                                       |                                                                         |
| 11-10-2006                                                              | Bratislava                                                              | Slovacchia                                                              | 1 – 4                                                                   | Germania                                                                | Qual. Euro 2008                                                         | -                                                                       |                                                                         |
| 15-11-2006                                                              | Nicosia                                                                 | Cipro                                                                   | 1 – 1                                                                   | Germania                                                                | Qual. Euro 2008                                                         | -                                                                       |                                                                         |
| 7-2-2007                                                                | Düsseldorf                                                              | Germania                                                                | 3 – 1                                                                   | Svizzera                                                                | Amichevole                                                              | -                                                                       |                                                                         |
| 22-8-2007                                                               | Londra                                                                  | Inghilterra                                                             | 1 – 2                                                                   | Germania                                                                | Amichevole                                                              | -                                                                       |                                                                         |
| 8-9-2007                                                                | Cardiff                                                                 | Galles                                                                  | 0 – 2                                                                   | Germania                                                                | Qual. Euro 2008                                                         | -                                                                       |                                                                         |
| 12-9-2007                                                               | Colonia                                                                 | Germania                                                                | 3 – 1                                                                   | Romania                                                                 | Amichevole                                                              | -                                                                       |                                                                         |
| 13-10-2007                                                              | Dublino                                                                 | Irlanda                                                                 | 0 – 0                                                                   | Germania                                                                | Qual. Euro 2008                                                         | -                                                                       |                                                                         |
| 17-10-2007                                                              | Monaco di Baviera                                                       | Germania                                                                | 0 – 3                                                                   | Rep. Ceca                                                               | Qual. Euro 2008                                                         | -                                                                       |                                                                         |
| 17-11-2007                                                              | Hannover                                                                | Germania                                                                | 4 – 0                                                                   | Cipro                                                                   | Qual. Euro 2008                                                         | -                                                                       |                                                                         |
| 26-3-2008                                                               | Basilea                                                                 | Svizzera                                                                | 0 – 4                                                                   | Germania                                                                | Amichevole                                                              | -                                                                       |                                                                         |
| 31-5-2008                                                               | Gelsenkirchen                                                           | Germania                                                                | 2 – 1                                                                   | Serbia                                                                  | Amichevole                                                              | -                                                                       |                                                                         |
| 16-6-2008                                                               | Vienna                                                                  | Austria                                                                 | 0 – 1                                                                   | Germania                                                                | Euro 2008 - 1º turno                                                    | -                                                                       |                                                                         |
| 19-6-2008                                                               | Basilea                                                                 | Portogallo                                                              | 2 – 3                                                                   | Germania                                                                | Euro 2008 - Quarti di finale                                            | -                                                                       |                                                                         |
| 25-6-2008                                                               | Basilea                                                                 | Germania                                                                | 3 – 2                                                                   | Turchia                                                                 | Euro 2008 - Semifinale                                                  | -                                                                       |                                                                         |
| 29-6-2008                                                               | Vienna                                                                  | Germania                                                                | 0 – 1                                                                   | Spagna                                                                  | Euro 2008 - Finale                                                      | -                                                                       |                                                                         |
| 11-10-2008                                                              | Dortmund                                                                | Germania                                                                | 2 – 1                                                                   | Russia                                                                  | Qual. Mondiali 2010                                                     | -                                                                       |                                                                         |
| 15-10-2008                                                              | Mönchengladbach                                                         | Germania                                                                | 1 – 0                                                                   | Galles                                                                  | Qual. Mondiali 2010                                                     | -                                                                       |                                                                         |
| 19-11-2008                                                              | Berlino                                                                 | Germania                                                                | 1 – 2                                                                   | Inghilterra                                                             | Amichevole                                                              | -                                                                       |                                                                         |
| 29-5-2009                                                               | Shanghai                                                                | Cina                                                                    | 1 – 1                                                                   | Germania                                                                | Amichevole                                                              | -                                                                       |                                                                         |
| 2-6-2009                                                                | Dubai                                                                   | Emirati Arabi Uniti                                                     | 2 – 7                                                                   | Germania                                                                | Amichevole                                                              | -                                                                       |                                                                         |
| 5-9-2009                                                                | Leverkusen                                                              | Germania                                                                | 2 – 0                                                                   | Sudafrica                                                               | Amichevole                                                              | -                                                                       |                                                                         |
| 10-10-2009                                                              | Mosca                                                                   | Russia                                                                  | 0 – 1                                                                   | Germania                                                                | Qual. Mondiali 2010                                                     | -                                                                       |                                                                         |
| 14-10-2009                                                              | Amburgo                                                                 | Germania                                                                | 1 – 1                                                                   | Finlandia                                                               | Qual. Mondiali 2010                                                     | -                                                                       |                                                                         |
| 13-5-2010                                                               | Aquisgrana                                                              | Germania                                                                | 3 – 0                                                                   | Malta                                                                   | Amichevole                                                              | -                                                                       | cap.                                                                    |
| 29-5-2010                                                               | Budapest                                                                | Ungheria                                                                | 0 – 3                                                                   | Germania                                                                | Amichevole                                                              | -                                                                       |                                                                         |
| 3-6-2010                                                                | Francoforte                                                             | Germania                                                                | 3 – 1                                                                   | Bosnia ed Erzegovina                                                    | Amichevole                                                              | -                                                                       |                                                                         |
| 13-6-2010                                                               | Durban                                                                  | Germania                                                                | 4 – 0                                                                   | Australia                                                               | Mondiali 2010 - 1º turno                                                | -                                                                       |                                                                         |
| 18-6-2010                                                               | Port Elizabeth                                                          | Germania                                                                | 0 – 1                                                                   | Serbia                                                                  | Mondiali 2010 - 1º turno                                                | -                                                                       |                                                                         |
| 23-6-2010                                                               | Johannesburg                                                            | Ghana                                                                   | 0 – 1                                                                   | Germania                                                                | Mondiali 2010 - 1º turno                                                | -                                                                       |                                                                         |
| 27-6-2010                                                               | Bloemfontein                                                            | Germania                                                                | 4 – 1                                                                   | Inghilterra                                                             | Mondiali 2010 - Ottavi di finale                                        | -                                                                       |                                                                         |
| 3-7-2010                                                                | Città del Capo                                                          | Argentina                                                               | 0 – 4                                                                   | Germania                                                                | Mondiali 2010 - Quarti di finale                                        | 1                                                                       |                                                                         |
| 7-7-2010                                                                | Durban                                                                  | Germania                                                                | 0 – 1                                                                   | Spagna                                                                  | Mondiali 2010 - Semifinale                                              | -                                                                       |                                                                         |
| 10-7-2010                                                               | Port Elizabeth                                                          | Uruguay                                                                 | 2 – 3                                                                   | Germania                                                                | Mondiali 2010 - Finale 3º posto                                         | -                                                                       |                                                                         |
| 29-3-2011                                                               | Mönchengladbach                                                         | Germania                                                                | 1 – 2                                                                   | Australia                                                               | Amichevole                                                              | -                                                                       |                                                                         |
| 29-5-2011                                                               | Sinsheim                                                                | Germania                                                                | 2 – 1                                                                   | Uruguay                                                                 | Amichevole                                                              | -                                                                       |                                                                         |
| 3-6-2011                                                                | Vienna                                                                  | Austria                                                                 | 1 – 2                                                                   | Germania                                                                | Qual. Euro 2012                                                         | -                                                                       |                                                                         |
| Totale                                                                  |                                                                         | Presenze                                                                | 82                                                                      |                                                                         | Reti                                                                    | 1                                                                       |                                                                         |

## Palmarès
- Coppa di Lega tedesca: 1

Hertha Berlino: 2002